# Venezuelana
Venezuelana is een geslacht van hooiwagens uit de familie Zalmoxioidae. De wetenschappelijke naam van het geslacht werd in 1987 door M.A. González-Sponga gepubliceerd als Lara. Die naam was echter in 1852 al door John Lawrence LeConte gebruikt voor een geslacht van kevers uit de familie beekkevers (Elmidae). In 2008 publiceerde Hüseyin Özdikmen daarop het nomen novum Venezuelana voor het geslacht van hooiwagens.

## Soorten
Venezuelana is monotypisch en omvat slechts de volgende soort:
- Venezuelana absonustarsalis (González-Sponga, 1987)